# Robanov Kot
Robanov Kot – wieś w gminie Solčava w północnej Słowenii. Tradycyjnie obszar ten należał do Styrii, a obecnie zalicza się do Savinjskiego Regionu Statystycznego.
Osada Robanov Kot zawiera oprócz wolno stojących zabudowań także gospodarstwa w dolinie Savinji koło Rogovilca i nad nim do Solčavy, na słonecznych stokah do wysokości 1220 m n.p.m. Głównym zajęciem są leśnictwo i hodowla.